# Дольген-ам-Зе
Дольген-ам-Зе (нем. Dolgen am See) — община в Германии, в земле Мекленбург-Передняя Померания.
Входит в состав района Гюстров. Подчиняется управлению Лаге. Население составляет 735 человек (2009); в 2003 г. - 815. Занимает площадь 33,02 км².